# Lockvogelangebot
Das Lockvogelangebot (oder Lockangebot; englisch bait-and-switch selling) ist im Wettbewerbsrecht eine Werbemaßnahme für eine besonders preisgünstige Ware oder Dienstleistung, die der Unternehmer nicht in angemessener Menge und/oder für einen angemessenen Zeitraum bereitstellen kann.

## Etymologie
Der Lockvogel oder die Locke ist die Art und Weise, Tiere, insbesondere Vögel, durch andere abgerichtete Vögel anzulocken. Damit dient der Lockvogel im übertragenen Sinne lediglich dazu, Kaufanreize für andere Kaufgegenstände – und nicht für sich selbst – zu schaffen.   

## Allgemeines
Im Einzelhandel sollen innerhalb der Preispolitik durch von Sonderangeboten angezogene Verbraucher verleitet werden, auf teurere Produkte auszuweichen oder zusätzlich zu erwerben. Die Lockvogelangebote werden vielfach zu einem unter dem Einstandspreis liegenden Verkaufspreis angeboten, wobei es wettbewerbsrechtlich kaum möglich ist, den Untereinstandspreis genau zu definieren. Lockvogelangebote wirken wie Schnäppchen und schalten das Belohnungszentrum im Gehirn ein und den Verstand aus. Dieses Zentrum ist nur aktiviert, wenn der Geldwert einer Ware geringer ist als ihr Nutzwert, also der Trennungsschmerz vom Geld geringer ist als der vom Produkt erwartete Nutzen. Das ist der Fall bei Waren, die preisgünstiger verkauft werden als üblich, bei denen das Preis-Leistungs-Verhältnis günstiger ist als gewöhnlich. Der niedrigere Preis wird dabei als Belohnung empfunden. 

## Rechtsfragen
Das GWB bietet im Anhang eine Legaldefinition des Lockangebots: „Waren- oder Dienstleistungsangebote im Sinne des § 5a Abs. 3 GWB zu einem bestimmten Preis, wenn der Unternehmer nicht darüber aufklärt, dass er hinreichende Gründe für die Annahme hat, er werde nicht in der Lage sein, diese oder gleichartige Waren oder Dienstleistungen für einen angemessenen Zeitraum in angemessener Menge zum genannten Preis bereitzustellen oder bereitstellen zu lassen. Ist die Bevorratung kürzer als zwei Tage, obliegt es dem Unternehmer, die Angemessenheit nachzuweisen“.
Der frühere Regelfall der erforderlichen Warenbevorratung betrug drei Tage ab Erscheinen der Ankündigung; die jüngere Rechtsprechung hält dagegen teilweise ein Vorhandensein am Erscheinungstag der Anzeige für ausreichend. In einem anderen Fall urteilte der BGH dagegen, dass der in einer Werbebeilage beworbene Artikel grundsätzlich eine Woche vorrätig sein müsse. Das UWG legte als Richtwert einen Vorrat für zwei Tage fest; der entsprechende Absatz (§ 5 Abs. 5 UWG a.F.) wurde aber 2008 ersatzlos aufgehoben. Ist allerdings „die Bevorratung kürzer als zwei Tage, obliegt es dem Unternehmer, die Angemessenheit nachzuweisen.“

## Europäisches Wettbewerbsrecht
Im europäischen Wettbewerbsrecht gibt es eine gleichlautende Regelung. Hierin ist das Lockangebot in Anhang I Nr. 5 als „unter allen Umständen als unlauter geltende Geschäftspraktik“ untersagt. 
Die Europäische Union hat Lockvogelangebote als irreführende, stets unlautere und daher in den EU-Mitgliedstaaten zu verbietende Geschäftspraxis erkannt, die wie anderes unlauteres Geschäftsgebaren den Verbraucherinteressen schade und Unternehmer wie Verbraucher hemme, an einem funktionierenden Binnenmarkt und seinen Freiheiten teilzuhaben. Die Richtlinie 2005/29/EG des Europäischen Parlaments und des Rates vom 11. Mai 2005 über unlautere Geschäftspraktiken im binnenmarktinternen Geschäftsverkehr zwischen Unternehmen und Verbrauchern nennt sie daher als eine von 31 Fallgruppen und definiert sie als „Aufforderung zum Kauf von Produkten zu einem bestimmten Preis, ohne dass darüber aufgeklärt wird, dass der Gewerbetreibende hinreichende Gründe für die Annahme hat, dass er nicht in der Lage sein wird, dieses oder ein gleichwertiges Produkt zu dem genannten Preis für einen Zeitraum und in einer Menge zur Lieferung bereitzustellen oder durch einen anderen Gewerbetreibenden bereitstellen zu lassen, wie es in Bezug auf das Produkt, den Umfang der für das Produkt eingesetzten Werbung und den Angebotspreis angemessen wäre“.

## Lockvogelangebote und Kaufentscheidung
Wesentlichster Teil des Kaufverhaltens von Verbrauchern ist ihre Kaufentscheidung. Die Art der Kaufentscheidung hängt allgemein von Kaufrisiko, Kaufhäufigkeit und externen Kaufanreizen ab. Bei hohem Kaufrisiko informieren sich die Verbraucher vorher über die Produktqualität und das Preis-Leistungs-Verhältnis. Ist dabei die Kaufhäufigkeit gering, gibt es eine extensive Kaufentscheidung, bei hoher Kaufhäufigkeit eine limitierte Kaufentscheidung. Ist das Kaufrisiko gering und es gibt keinen externen Anreiz, kommt es zur habitualisierten Kaufentscheidung. Ein vorhandener externer Anreiz führt bei geringem Kaufrisiko zu einer impulsiven Kaufentscheidung. Ein externer Kaufanreiz besteht darin, dass von außen auf den Kunden einwirkende Reize (Lockvogelangebote, Rabatte, reizvolle Auslage, Zeitdruck oder das persönliche Ziel, sich Schnäppchen nicht entgehen zu lassen) die Kaufentscheidung beeinflussen. Begünstigt werden Impulskäufe durch künstliche Knappheit („nur heute im Angebot“, „nur noch drei Stück vorhanden“), geschickte Platzierung (an der Kontaktstrecke oder Kasse) oder Sonderangebote. Grundsätzlich entbindet der Zusatz „So lange der Vorrat reicht“ das werbende Unternehmen nicht von seiner Pflicht, die Ware in ausreichender Menge vorzuhalten; es handelt sich bei dieser Floskel um eine „rechtlich irrelevante Banalität“.